# Vedette
Vedette o vedete es una palabra de origen francés que actualmente se emplea para designar a la artista femenina principal de un espectáculo derivado del cabaret y sus diferentes géneros (revista musical, variedades, music hall, comparsas o burlesque).
La finalidad de la vedette en el espectáculo de cabaret o centro nocturno es la de entretener al público. La vedette tiene que saber cantar, bailar y actuar en un escenario. Dependiendo de la calidad de su espectáculo, trayectoria o dominio de uno o más talentos escénicos, se le considera entonces una súper vedette o primera vedette. Generalmente una vedette tiene que ser una mujer con un físico o una personalidad y carisma destacados para poder captar la atención del público. Además del canto, baile y actuación, las vedettes también suelen incluir en sus shows importantes cuadros de bailarines, vestuario llamativo, magos, comediantes, malabaristas e incluso animales exóticos. Las vedettes que se especializan en espectáculos de burlesque también realizan desnudos y rutinas de estriptis en el escenario.
Los espectáculos de las vedettes alcanzaron mucho éxito en los cabarets, teatros y centros nocturnos en el siglo XX en países como España, Francia, Argentina y México. París, Francia, y Las Vegas, en los Estados Unidos, son consideradas como la cuna principal de las vedettes.

## Etimología

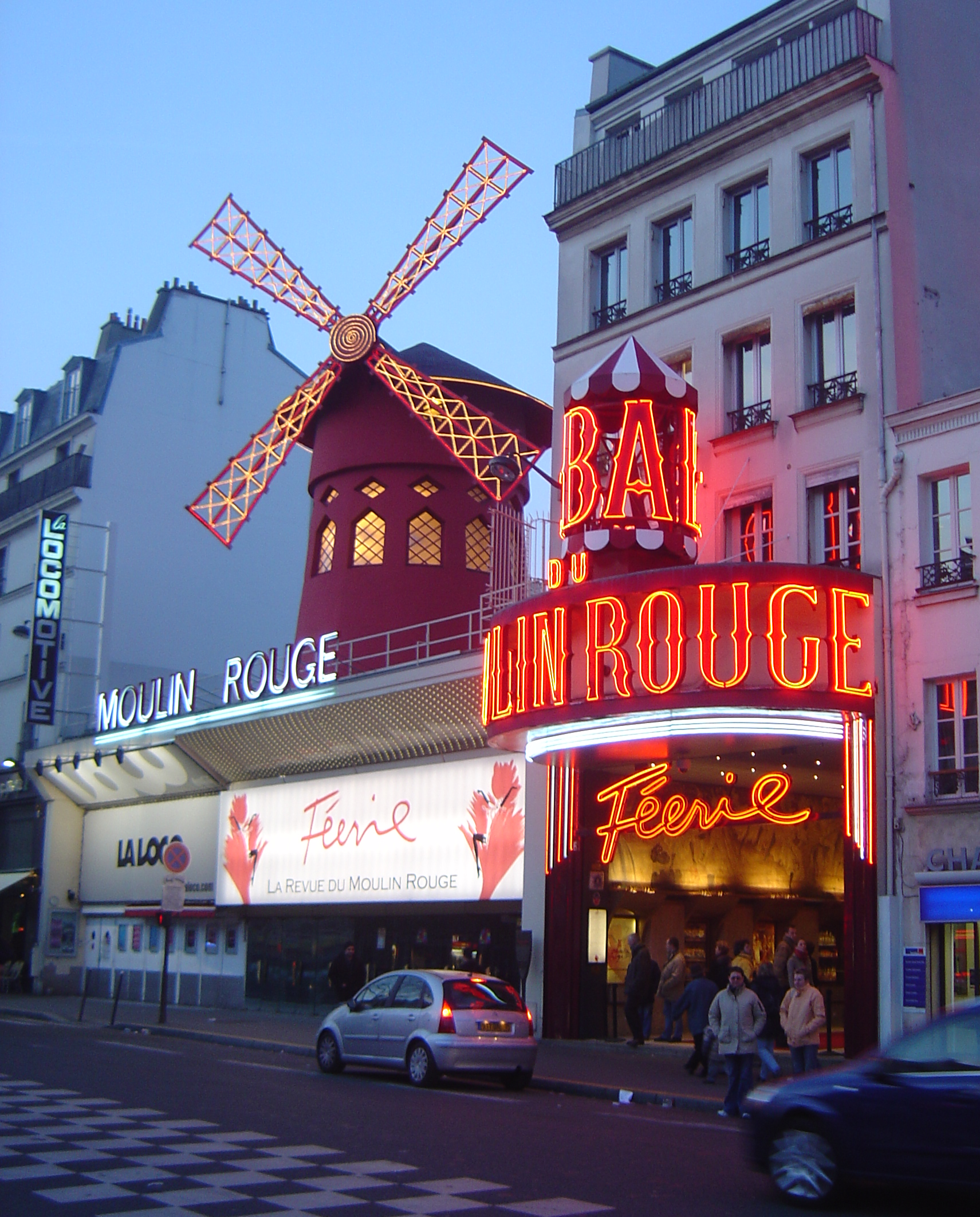
El Moulin Rouge.

«Vedette» es una palabra de origen francesa empleada originalmente para designar a un artista de gran fama y notoriedad.
El término experimenta cambios con el paso de los años. A partir del siglo XX, comienza a utilizarse para designar a las artistas femeninas principales de los shows de un cabaret como el burlesque, el vodevil, la revista musical, el espectáculo de variedades y el music hall. El cénit de fama y popularidad de estas mujeres coinciden con diversos momentos históricos de liberación sexual del siglo XX (los años 1920, los 1940 y los 1970).
Las vedettes comienzan su auge y popularidad en Francia a principios del siglo XX. Después de Francia, ganan popularidad en países hispanohablantes como Argentina, España y México, donde causan furor en la vida nocturna en distintas épocas. El término es poco utilizado en países anglosajones, aunque en los Estados Unidos son muy populares los shows de cabaret y burlesque en la ciudad de Las Vegas, donde suele confundirse con las llamadas showgirl. Recintos como el Lido de París, el Moulin Rouge, el Folies Bergere y el Crazy Horse, en Francia o el Teatro Maipo, en Argentina y el Teatro de la Ciudad Esperanza Iris, en México, son o fueron famosos por sus shows de vedettes.

## Vedettes en Europa

### Vedettes en España

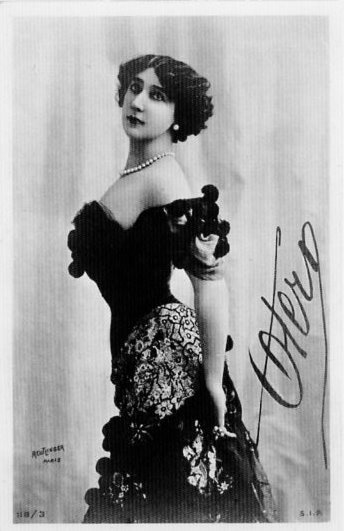
Fotografía y autógrafo de La Bella Otero.

De las primeras vedettes que destacan en España figuran La Bella Otero, célebre cortesana afincada en Francia, uno de los personajes más destacados de la Belle Époque en los círculos artísticos y la vida galante de París; Luisa Esteso, famosa cupletista y actriz cómica; Encarnación Fernández, que hace la mayor parte de su carrera en Argentina; Celia Gámez (de origen argentino), una de las más populares estrellas de España en la primera mitad del siglo XX y a quién se debe gran parte del esplendor de la revista.; Paquita Garzón; Rosario Guerrero, llamada «La Bella Guerrero»; Rosita Rodrigo; Tina de Jarque, Rosario Soler «La Patita», Paquita Escribano, Carmen Tórtola Valencia, especialista en danzas orientales, estrella del Follies Bergere y pionera de la liberación femenina, y las hermanas Laura Pinillos y Victoria Pinillos.
En los años 1940, alcanzan popularidad figuras como Trini Alonso, María Antinea, famosa también en Argentina y México; Maruja Boldoba, Florinda Chico, Gema del Río, la popular Manolita Chen y su compañía; Teresita Silva; Maruja Tomás y Helga Liné.
En la siguiente década, figuran estrellas como Mary Begoña, una de las actrices cómicas por excelencia de la escena española; Licia Calderón, Queta Claver (que llega a convertirse en una de las mayores vedettes de España); Raquel Daina; Marujita Díaz, considerada como la «Reina de la Copla» y «Reina de la Revista Musical Española» y Carmen de Lirio, famosa durante la dictadura.
En los años 60, alcanzan la fama figuras como Mary Santpere, llamada «La Reina del Paralelo» por la calle barcelonesa homónima, donde se concentran la mayor cantidad de teatros en el siglo XX; Rosita Amores, pionera del cabaret erótico a mediados de los años 1960, y quién supo burlar la censura franquista en épocas en la que el erotismo en España se reducía al ámbito privado, convirtiéndose en un símbolo popular del espectáculo en la Comunidad Valenciana; Marisol Ayuso; Ingrid Garbo, de origen alemán; Vicky Lagos, Vicky Lusson, Katia Loritz; Esperanza Roy, y Lina Morgan, una de las vedettes cómicas más trascendentales del país. Mención especial merece Sara Montiel, que a la par de su prestigiada carrera fílmica, destaca en espectáculos como vedette a partir de esta década.
En los años 1970, brillan figuras como María José Cantudo, Eva León Conde, Bárbara Rey y Haydée Balza, quién protagoniza el primer desnudo integral femenino (visto a través de un espejo) del cine español.
De los años 1980 y 1990, destacan figuras como Lita Claver «La Maña»; Norma Duval, una de las últimas estrellas de la revista tradicional y estrella del Follies Bergere de París; Tania Doris, otra de las últimas representantes del género en España; Paloma Hurtado, María José Nieto «Maripepa», Rosa Valenty, África Pratt y la francesa Marlène Mourreau.
En los últimos años, han destacado figuras como Malena Gracia, La Terremoto de Alcorcón y las actrices trans como la italiana Dolly Van Doll, Bibiana Fernández, La Veneno, y Paca La Piraña, o drags queen como La Prohibida.

### Vedettes en Francia

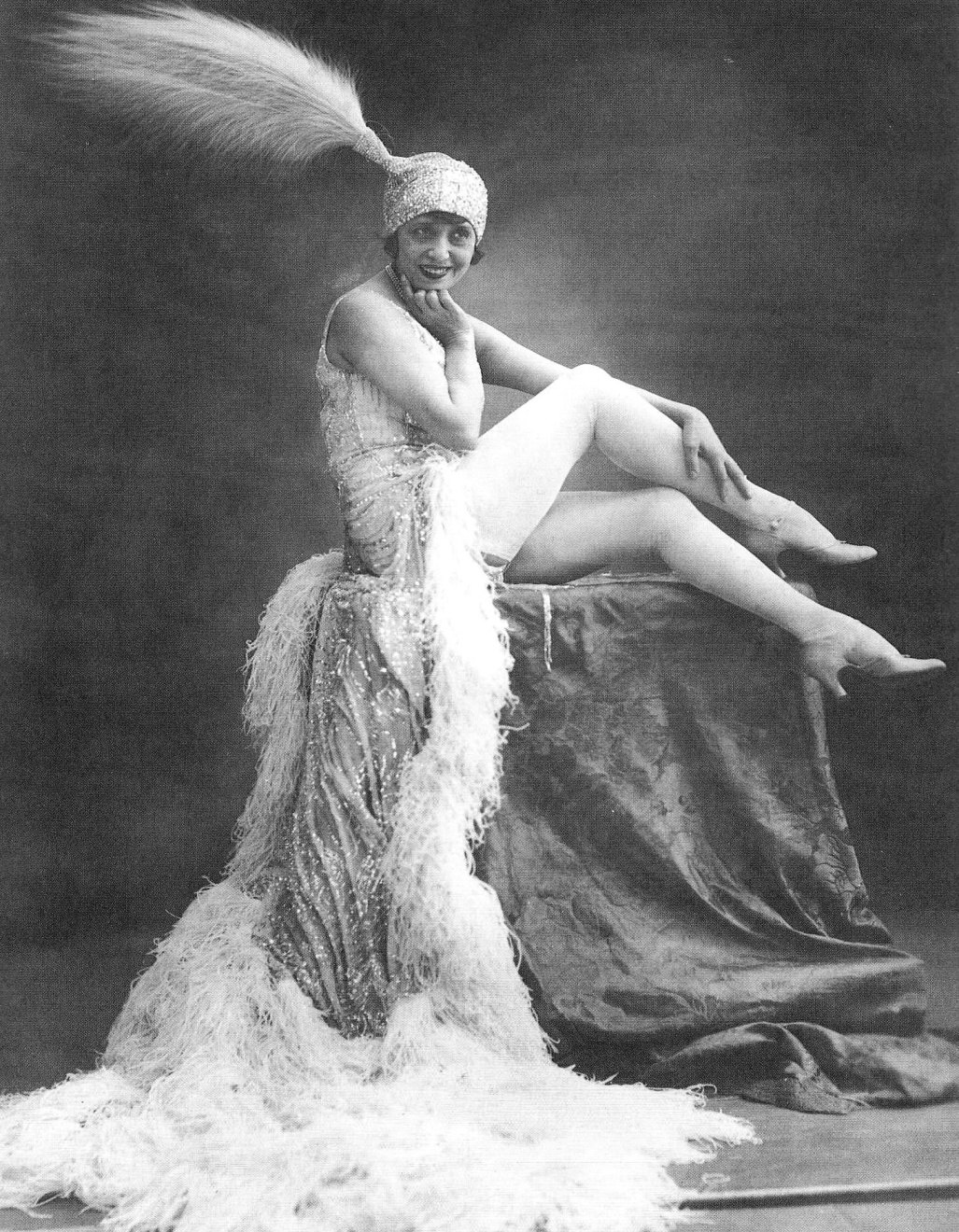
Mistinguett.

Francia ha sido considerado como la cuna de las vedettes a nivel mundial. Esto se debe a que en su capital, París, se encuentran algunos de los recintos y cabarets más famosos del mundo. Entre estos se encuentran el Moulin Rouge y el Folies Bergère. Tanto el Moulin Rouge como el Folies Bergère fueron los pioneros de la noche en mostrar espectáculos en los que las vedettes aparecían sobre el escenario semidesnudas y haciendo tableaux vivants. Otros famosos recintos son los célebres Lido de París y el Bataclan, también famosos por sus vodeviles y revistas. En épocas más recientes, a este grupo de centros de espectáculos se le sumaría el Crazy Horse.
Entre las principales vedettes de Francia, se encuentran Émilienne d'Alençon, Liane de Pougy y La Bella Otero, consideradas las «Tres Gracias» de la Belle Époque. La célebre Mistinguett, llega a ser una de las más populares artistas francesas en su tiempo y la mujer más importante en el mundo del espectáculo, mientras que a Madame Rasimi, se le recuerda como la fundadora del Bataclan. La legendaria Cléo de Mérode fue otra de las grandes estrellas de la vida nocturna parisina del inicio del siglo XX. Fue una de las grandes estrellas del Folies Bergère. Otra destacada figura fue Gina Palerme. A principios del siglo, la novelista Colette, también se distingue por actuar en espectáculos de revista. Otra destacada figura que se destaca como vedette en esa época es la mundialmente célebre espía holandesa Mata Hari.
Joséphine Baker, de origen estadounidense es recordada como una de las más importantes vedettes del siglo XX. Su Revue Nègre, que incluía una orquesta de jazz, causa sensación en los cabarés parisinos. Su exótica forma de bailar, su sexualidad desinhibida y su vestimenta mínima (que solo incluía una faldita hecha con plátanos de tela), resultaron más atractivas para los europeos que para los americanos. Se convierte en la estrella de las noches parisinas y llega a abrir su propio club, Chez Josephine.
Otra importante figura fue Coccinelle, considerada como la primera vedette transexual de la historia. La actriz y cantante Liliane Montevecchi destaca como vedette en el Folies Bergère en los años 1970, y finalmente conquista Broadway. Otra figura de la época fue la italiana Xénia Monty.

## Vedettes en América

### Vedettes en Argentina
Los espectáculos de revista porteña se popularizan a partir de los años 1920, principalmente en el Teatro Maipo.
En la década de 1950, aparecen bailarinas de origen cubano como Blanquita Amaro, Amelita Vargas y Rosita Fornés. Tenían todo el brillo, la gracia y el glamour que caracteriza a la época, y compartían escenario con estrellas locales como Nélida Roca y Ámbar La Fox.
En la década de 1960, aparecen figuras como Zulma Faiad, Nélida Lobato, Lolita Torres, Susana Brunetti, Norma Pons, Egle Martin y la portorriqueña Iris Chacón, llamada la Vedette de América.
Las décadas de 1970 y de 1980, dan paso a otras estrellas como Graciela Alfano, y las hermanas Ethel Rojo y Gogó Rojo. Otras surgidas en esa época y que se mantienen vigentes en los siguientes años son Susana Giménez, Moria Casán, Carmen Barbieri y Bettina Vardé.
En los años 90, surgen nuevas vedettes, algunas de las cuales extenderían su fama a la siguiente década, como Cris Miró, María Fernanda Callejón, Mónica Ayos o Graciela Alfano y Reina Reech.
En los primeros años del siglo XXI hay un regreso del teatro de revistas en la avenida Corrientes, cuna del género, con figuras como Florencia de la V, María Eugenia Ritó, Loreley Portas, Adabel Guerrero, y Valeria Archimó. Con este retorno llegaron también modelos como Ingrid Grudke y Nicole Neumann.
En la actualidad, surgieron nuevas vedettes como: las uruguayas Andrea Ghidone y Mónica Farro, Jésica Cirio, Luciana Salazar, Florencia Marcasoli, Marcela Gómez (ecuatoriana), Valeria Degenaro, Pamela Pombo, Johana Pombo, Victoria Xipolitakis, Magalí Mora, Cecilia Rivas y Roxana Susterman.

### Vedettes en Brasil
Entre las más famosas en el Brasil figuran Luz del Fuego, Elvira Pagá y Carmem Verônica.

### Vedettes en Cuba

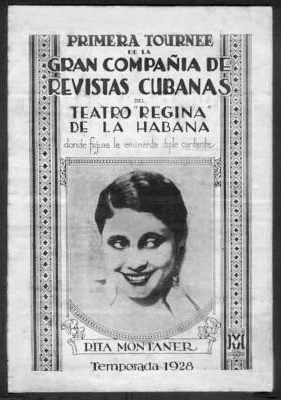
Un cartel de Rita Montaner.

Cuba con sus grandes cabarets como el Tropicana, así como el famoso Casino Parisien del hotel Nacional, ha mantenido producciones de revistas musicales donde se hicieron famosas importantes vedettes. Desde los años veinte se desarrolla el teatro de revista donde las vedettes del Teatro Alhambra eran la mejor atracción. Por los años cincuenta descuella la figura de Chelo Alonso que fue una brillante vedette en Cuba y luego conquistó el Folies Bergère de París cuyo éxito le dio entrada al cine internacional. Otra figura exitosa fue la vedette cubana María de los Ángeles Santana que conquistó a los públicos de varios países en las revistas de Ernesto Lecuona con el que llegó a España con una exitosa revista que recorrió la nación ibérica en la década de los años cincuenta. Rita Montaner, fue quien le dio distinción al personaje de la rumbera con su larga bata de cola de volantes coloridos, triunfó en Estados Unidos, México y Europa, y fue la estrella del Folies Bergère de París, ella y Rosita Fornés fueron dos de las vedettes cubanas más conocidas. En las décadas de los 70 y 80 Mirtha Medina aparece como una vedette en ascenso y la primera surgida en la época posterior al triunfo de la revolución.

### Vedettes en Estados Unidos

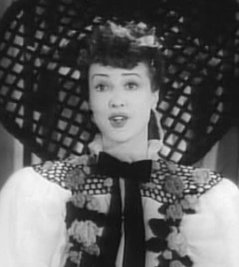
Gypsy Rose Lee.

Aunque el término de vedette no es comúnmente empleado en los Estados Unidos ni en otros países anglosajones, lo cierto es que en el país han destacado una gran cantidad de vedettes (denominadas en el país como showgirls). Las Vegas es considerada, después de París, como el principal recinto de espectáculos de revista y musicales a nivel mundial.
Una de las primeras grandes estrellas del burlesque en los Estados Unidos fue la legendaria vedette y bailarina británica Lydia Thompson, famosa por introducir los shows de burlesque en el país a mediados del siglo XIX. De las vedettes estadounidenses más famosas destacan May Yohé, una de las figuras más cotizadas del vodevil a principios de siglo; las bailarinas de Belly dance conocidas como Little Egypt; la antes mencionada Josephine Baker, que terminó por consagrarse en Francia, donde fue más popular que en su propio país; Fanny Brice, estrella del afamado Ziegfeld Follies, reina del teatro de revista y después también estrella de cine y televisión; Sally Rand, actriz y bailarina, especializada en el baile con abanicos, el cual popularizó actuando en el Paramount Club, y quién debido a las posturas consideradas indecentes que adoptaba con el baile fue arrestada en algunas ocasiones. También concibió la famosa danza de la burbuja; Zorita, famosa por sus espectáculos donde representaba papeles dobles y por sus danzas donde utilizaba boas y otros animales exóticos; Evelyn West, también conocida como «La Chica Hubba Hubba», una leyenda del burlesque de los años cuarenta, cincuenta y sesenta; Ann Corio, destacada figura del burlesque en los años 1940 y 1950, y que también trabajó en algunas películas en Hollywood; Mae West, que alcanzó una enorme fama, primero en teatro y luego en Hollywood, donde escandalizó a la censura por su comportamiento provocativo y frases picantes. En los años 1950 y 1960, alcanzó fama en sus espectáculos, donde incluía grupos de bailarinas y fisicoculturistas; Gypsy Rose Lee, inmortalizada en el famoso musical autobiográfico Gypsy. Sus innovaciones consistieron en un estilo casual, frente a los movimientos espasmódicos de otras estríperes (hizo énfasis en la broma durante los estriptis) y llevó un agudo sentido del humor a sus actuaciones. Fue una de las principales estrellas del Burlesque de Minsky, con el cual trabajó cuatro años. Trabajando con los hermanos Minsky fue arrestada en varias ocasiones. Otra destacada figura fue Rose Marie Locke, conocida como Novita, fundadora de la Liga de Bailarinas Exóticas del país. En esa misma época también brillaron la afrodescendiente Lottie «The Body» Graves, conocida como la «Gypsy Rose Lee afroaméricana»; y Jennie Lee, conocida como la «Jayne Mansfield del burlesque».

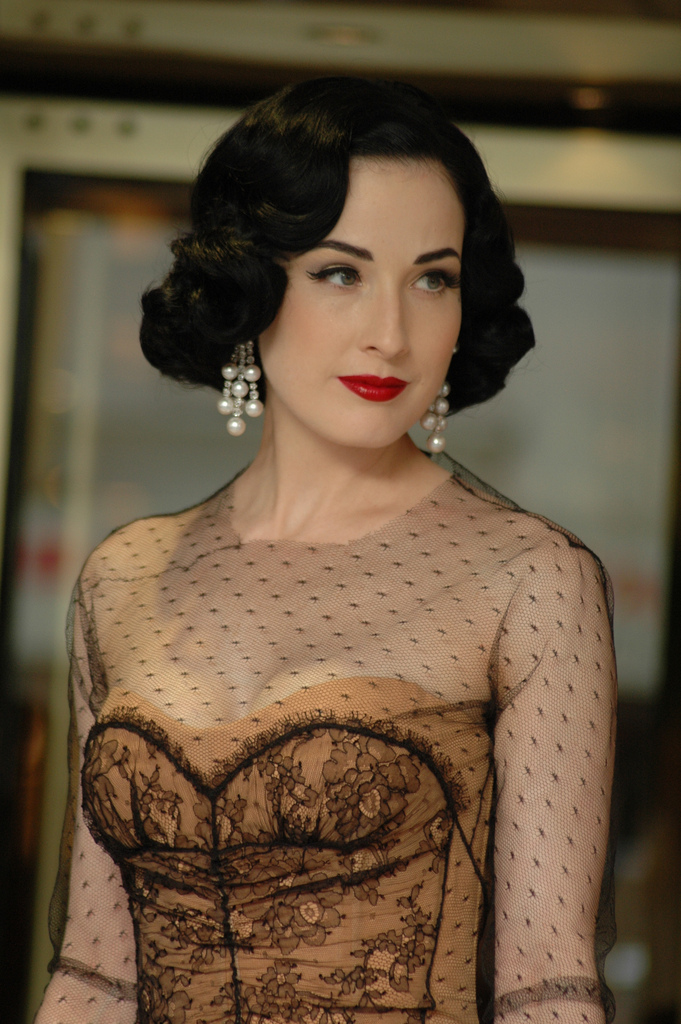
Dita Von Teese en 2007.

En los años 1960 y 1970 algunas figuras del burlesque alcanzaron su máximo apogeo en los Estados Unidos, particularmente en los shows ofrecidos en Las Vegas. De ellas destacan Tempest Storm, Lili St. Cyr, Blaze Starr, Kitten Natividad, la japonesa Tura Satana, Bambi Jones, Princess Cheyenne y Satan's Angel En épocas más recientes han destacado estrellas como Liza Minnelli. Hoy en día, dentro de la corriente denominada como neo-burlesque, entre las vedettes más famosas de Estados Unidos destacan Dita Von Teese, que fue la estrella del Crazy Horse de París, Julie Atlas Muz, Michelle L'amour, Catherine D'lish, Miss Dirty Martini, la británica Immodesty Blaze, Angie Pontani, Roxi Dlite, Jo Weldon y la singapurense Sukki Singapora, primera artista de burlesque internacional de Singapur. Singapora se convirtió en la primera artista de burlesque en el mundo en ser invitada a tomar el té en el Buckingham Palace como un reconocimiento a su contribución a las artes como una modelo asiática.

### Vedettes en México

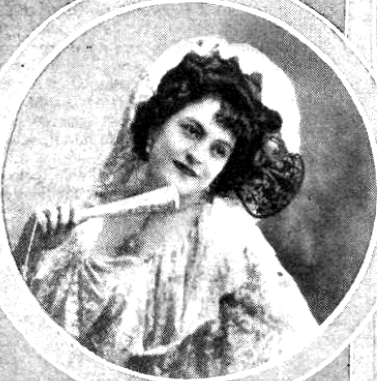
María Conesa «La Gatita Blanca», en 1922.

La imagen de la vedette en México surge desde principios del siglo XX con el auge de las carpas y el teatro de revista. Algunos recintos como el Teatro Principal, el Teatro Colón y el Teatro Arbeu fueron considerados como las catedrales del teatro de revista y el burlesque en la Ciudad de México. Allí surgen figuras como Lupe Vélez, que antes de consagrarse como estrella de Hollywood, fue considerada una de las reinas del teatro frívolo. La máxima figura de la época fue María Conesa «La Gatita Blanca», que además tuvo una larguísima carrera que abarcó el teatro, el cine y la televisión. Otras destacadas figuras fueron Esperanza Iris, conocida como la «Reina de la Opereta» y «Emperatriz de la Gracia» Celia Montalván, Lupe Rivas Cacho, Prudencia Griffel, Celia Padilla, Delia Magaña, Aurora Walker «La Walkiria», Amelia Wilhelmy, Lupe Inclán, Mimí Derba y Amparito Arozamena, entre otras. Conesa, Montalván y Rivas Cacho, incluso fueron inmortalizadas en un famoso foxtrot llamado Mi querido capitán.

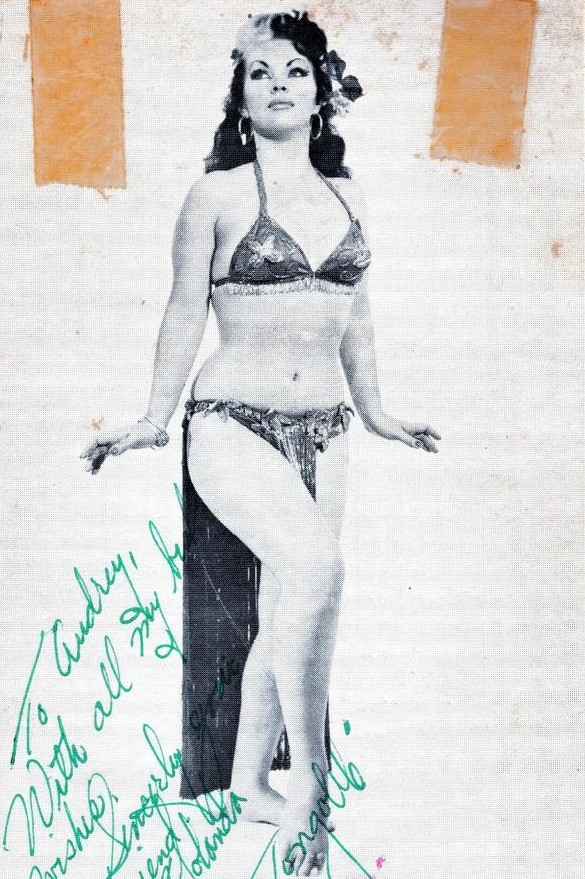
Tongolele, c. 1950.

Entre finales de los años 1940 y principios de los 1950 viene un resurgimiento de la vida nocturna en la Ciudad de México. Recintos como el Tívoli, el Teatro Lírico, el Waikikí, el Esperanza Iris, el Margo (después Teatro Blanquita), el Follies Bergere o el Sans Souci, entre otros, se convirtieron en los foros principales para el florecimiento de las vedettes. Mención especial merecen las «exóticas», un grupo de vedettes que causaron furor en la vida nocturna de México a finales de los cuarenta y principios de los cincuenta. Estas exóticas se caracterizaron por utilizar nombres extravagantes y por sus espectáculos donde incluían danzas africanas, tahitianas u orientales. La más importante de este grupo de bailarinas exóticas fue Yolanda Montes «Tongolele», una de las más importantes bailarinas de América, y que se ha mantenido vigente durante más de sesenta años. Junto con Tongolele, las más famosas fueron Su Muy Key «La Muñequita China» y Kalantán (quien hacía ruidos de animales salvajes mientras ejecutaba, casi desnuda, sus bailables). Dentro de las decenas de exóticas que florecieron en esta época destacan Bongala quién fue la única exótica en pisar el escenario de El Palacio de Bellas artes en la obra teatral El emperador Jones, Bongala era una bailarina mulata de gran personalidad y belleza, trabajó en lugares como el Tivoli, Follies o El Teatro de los Insuegentes bailando danzas africanas. también la española Trudi Bora, Turanda (famosa por simular el acto sexual con los telones), Joyce Cameron, Tayluna, Kurumba, Tanabonga, Tundra, Eda Lorna, Rita Alexandra, Tula Montenegro, Brenda Conde, Josefina del Mar, Gema (quién inspiró el famoso bolero de Güicho Cisneros), y Naná (que hacía pareja con el bailarín El Diablo). Fue tal la popularidad de estas mujeres, que incluso el compositor Damaso Pérez Prado las inmortalizó en un mambo llamado Las Mangoleles. Además, Tongolele, Su Muy Key y Kalantán son mencionadas en la novela Las batallas en el desierto, de José Emilio Pacheco.
De manera paralela al éxito de las exóticas, surgen en México las famosas «rumberas», bailarinas de ritmos afroantillanos. Las Rumberas lograron crear su propio género cinematográfico: el cine de rumberas, en la llamada Época de Oro del Cine Mexicano. El cine de rumberas representa una mirada social del mundo de las trabajadoras de la noche del México de los 1940 y 1950 que confrontaban la moral y los convencionalismos sociales de su tiempo. Se trata de melodramas sobre la vida de estas mujeres, a las que se redimía a través de los bailes exóticos.
Las principales exponentes del género fueron las cubanas María Antonieta Pons, Amalia Aguilar, Ninón Sevilla y Rosa Carmina, así como la mexicana Meche Barba. Estas mujeres fueron vedettes completas que nunca necesitaron enseñar de forma explícita sus cuerpos, cautivando a las audiencias solo con sus bailes y otros talentos escénicos. Las rumberas también realizaban espectáculos y presentaciones en vivo en importantes recintos. Con el declive del cine de rumberas a mediados de los cincuenta, algunas de sus estrellas ampliaron sus horizontes e incursionaron en espectáculos de vedettes. Son recordados de forma particular los espectáculos en vivo de Amalia Aguilar y Rosa Carmina, que incluso llegaron a llenar estadios en diversos países de Centro y Sudamérica.
Mención aparte merece la cubana Rosita Fornés, quién alcanza la consagración definitiva como vedette en México antes de conquistar el resto del continente, Así como la mexicana Silvia Pinal que logro la cima en el espectáculo musical teatral, y de todo hasta casi el final de su vida en el 2024. Otras vedettes que alcanzaron renombre durante la época fueron las también cubanas Olga Chaviano, Lina Salomé y María Esquivel.
En los años sesenta, el esplendor de las vedettes en México pierde fuerza. Aun así, son dignos de mención los espectáculos ofrecidos en recintos como el Teatro Blanquita o El Patio por estrellas como Sonia Furió, Ana Luisa Peluffo, y Ana Bertha Lepe. En pleno furor de la era del rock and roll brillan figuras como Malú Reyes o Emily Cranz. Actrices como la británica Jacqueline Voltaire y la española Irán Eory también realizaron shows de vedettes en México.
Los años setenta y ochenta, son considerados como la época de oro de las vedettes en México, gracias a un resurgimiento masivo de la vida nocturna en la capital del país. La Ciudad de México se inunda de centros nocturnos, cabarets de todos los niveles y teatros de burlesque donde las vedettes comienzan a florecer de nuevo. Entre los centros nocturnos más importantes que iluminan la capital del país se encuentran el Terazza Casino, el Capri (del Hotel Regis), El Imperial, el Minuet, el Río Rosa, La Fuente, El Conjunto Marrakech, La Copa de Champagne, El Cordiale, El Rondinella, El Clóset, El Quid, El 77, el Bar Impala y el Belvedere del Hotel Hilton Continental. Algunos cabarets como La Burbuja, el Montparnasse, Las Fabulosas, El Can-Can, Los Globos, el King Kong y el Savoy también alcanzan un gran auge, mientras que teatros como El Iris, El Blanquita y el Fru-Frú, presentan espectáculos de burlesque, donde los shows eran más atrevidos y explícitos. Además, gracias a la televisión, el cine y las revistas, las vedettes en México llegan a su punto más alto de popularidad. Muchas de ellas también incursionan dentro del llamado cine de ficheras Por otra parte, el popular programa televisivo Variedades de medianoche, de la cadena Televisa, contribuye al boom de estas mujeres y lanza a la fama a decenas de ellas.

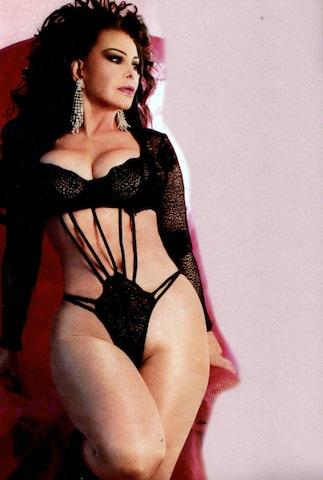
Rossy Mendoza, c. 2010.

Numerosas vedettes iluminaron y triunfaron en los centros nocturnos de México. Entre las más importantes se encuentran Olga Breeskin, conocida también como «Súper Olga» quién alcanza una enorme fama por sus espectaculares actuaciones donde bailaba y se rodeaba de bailarines y animales exóticos mientras tocaba el violín. La popularidad de Breeskin llega a tal nivel que llega a tener su propio show de televisión. Lyn May, de origen chino y de exuberante anatomía, quien se especializaba en danzas polinesias en shows de burlesque, alcanzando popularidad en el cine, en el género fílmico conocido como comedia erótica mexicana; Rossy Mendoza, conocida popularmente como «El Cuerpo» o «La Cintura más Breve», gracias a su impresionante anatomía. Wanda Seux «La Bomba de Oro», llamada la «Barbie de las Vedettes» por su delgada y estilizada figura y su rubia cabellera; la Princesa Yamal, de origen argentino, de exótica belleza y especializada en danzas árabes y orientales; Thelma Tixou «La Muchacha del Cuerpo de Oro», originaria de Argentina, famosa por su estatura e imponente físico; la Princesa Lea, también conocida como «La Majestad de las Vedettes», popular por presentar un espectáculo en el que se bañaba dentro de una copa de champagne; Grace Renat, conocida como «La Diosa de la Noche», y la brasileña Gina Montes, famosa por su participación en el programa televisivo La carabina de Ambrosio.
Otras vedettes populares en la época fueron Gloriella, Amira Cruzat, Merle Uribe, Abril Campillo, la francesa Brigitte Aubé, Cleopatra, Iris Cristal, Alejandra del Moral, Norma Lee, Mora Escudero «Las Piernas del Millón», Mara Maru, Gioconda, Ivonne Govea, Olga Muñíz, Jessica Muriel »El Milagro del Siglo», Terry Holiday, Diana Herrera, Olga Ríos, Valeria Pani, Doris Pavel y Judith Velasco Herrera, entre otras
Sin embargo, a finales de los ochenta, los espectáculos nocturnos comienzan a decaer en la Ciudad de México. Esto debido, en parte, a la crisis económica, inseguridad y el auge de nuevos centros de entretenimiento nocturno (como los table dances). Además, el Terremoto de México de 1985, marca profundamente a la sociedad mexicana. Algunos centros nocturnos como El Capri y el Belvedere sucumbieron o fueron severamente dañados durante el siniestro. Se considera entre las últimas grandes vedettes de México en los 90 a Francis, quién mantiene un espectáculo de primer nivel en el Teatro Blanquita por más de una década, y Alejandra Bogue, quien realizaba espectáculos como vedette en performances, raves y museos.
En años recientes, los grandes centros nocturnos prácticamente han desaparecido de México. Algunas actrices y cantantes realizan espectáculos de vedettes en otros recintos, como los palenques, discotecas, carnavales y ferias. Entre las figuras contemporáneas que son consideradas como vedettes en México se encuentran Lorena Herrera famosa por sus espectáculos de música dance, de gran impacto entre la comunidad gay, Ninel Conde, las cubanas Niurka Marcos y Lis Vega (enfocadas principalmente en shows de música tropical).
Existe también un semillero importante de bailarinas y modelos mexicanas que, a pesar de ser poco conocidas en México, destacan en el extranjero por sus espectáculos de cabaret. Entre ellas se encuentran Carmen Fragoso (que lidera la nueva generación de bailarinas orientales en países árabes), Aruba Mayorga, Daniela Ochoa y Amar Lammar.
En el año 2016, la cineasta María José Cuevas realiza el documental Bellas de noche, que retrata la vida de cinco de las grandes vedettes de la época dorada de los años setenta y ochenta.

### Vedettes en Perú
A mediados de los años 1950, Última Hora promocionó los primeros grupos de mujeres en el Teatro Monumental para espectáculos nocturnos. Se considera a Teresa Dávila como una de las primeras figuras en tener protagonismo en la televisión nacional cuando fue presentada en TV Perú.
Durante los años 1970, hubo espectáculos muy concurridos en las noches limeñas donde se presentaban algunas famosas vedettes. Pero es en los años 1980 cuando comenzaron a ser más populares al aparecer en la televisión, que promocionaba vedettes como Amparo Brambilla, Analí Cabrera, Gisela Valcárcel, Teddy Guzmán y Susy Díaz. Esta movida se reflejaba en los programas humorísticos.
En los años 1990, aparecieron Mariella Zanetti, y Tula Rodríguez. También fueron muy conocidas Maribel Velarde, Mónica Adaro, Giuliana Herrera, Mónica Cabrejos, Daysi Ontaneda, entre otras. Ellas fueron foco de la conocida prensa chicha, en la que se dedicó artículos de entrevistas hacia ellas. Además que se volvieron populares en centros nocturnos de clase baja. El crítico de televisión Fernando Vivas criticó posteriormente que su sobreexposición se trasladó a la televisión nacional.
En el año 2000, se hicieron famosas La Tigresa del Oriente, Deysi Araujo, Karen Dejo y muchas otras.

### Vedettes en Venezuela
Desde 1958 varias vedettes comenzaron a destacarse en la televisión venezolana, de la mano de Renny Ottolina en su programa El show de Renny, donde se presentaban varios cantantes y las vedettes hacían su presentaciones. Una de las más destacadas fue Mery Cortez a finales de la década de 1960. 
Durante los años 1970 a 1989 destaca la zuliana Lila Morillo, quien movía multitudes. Ya en la década del 2000 se destaca Diosa Canales.

### Vedettes en Puerto Rico
En Puerto Rico, destaca Iris Chacón, conocida como «La Vedette de América».

### Vedettes en República Dominicana
En la década de los 80, destacaron Angelita Curiel «La Mulatona», Alexandra Johnson, Mayra el ciclón del Caribe, María Antonietta Ronzino, Gloria Normanda, Tiara Tai, Vickiana y Francis Santini, entre otras. En los noventa y los años 2000, destacó Sasha y en la actualidad están Yameiry Infante Honoret, conocida como La Materialista, Indhira Luna conocida como La Insuperable, Tokischa y Yailín La Más Viral quienes además son intérpretes de música urbana en el país caribeño.

### Vedettes en Uruguay

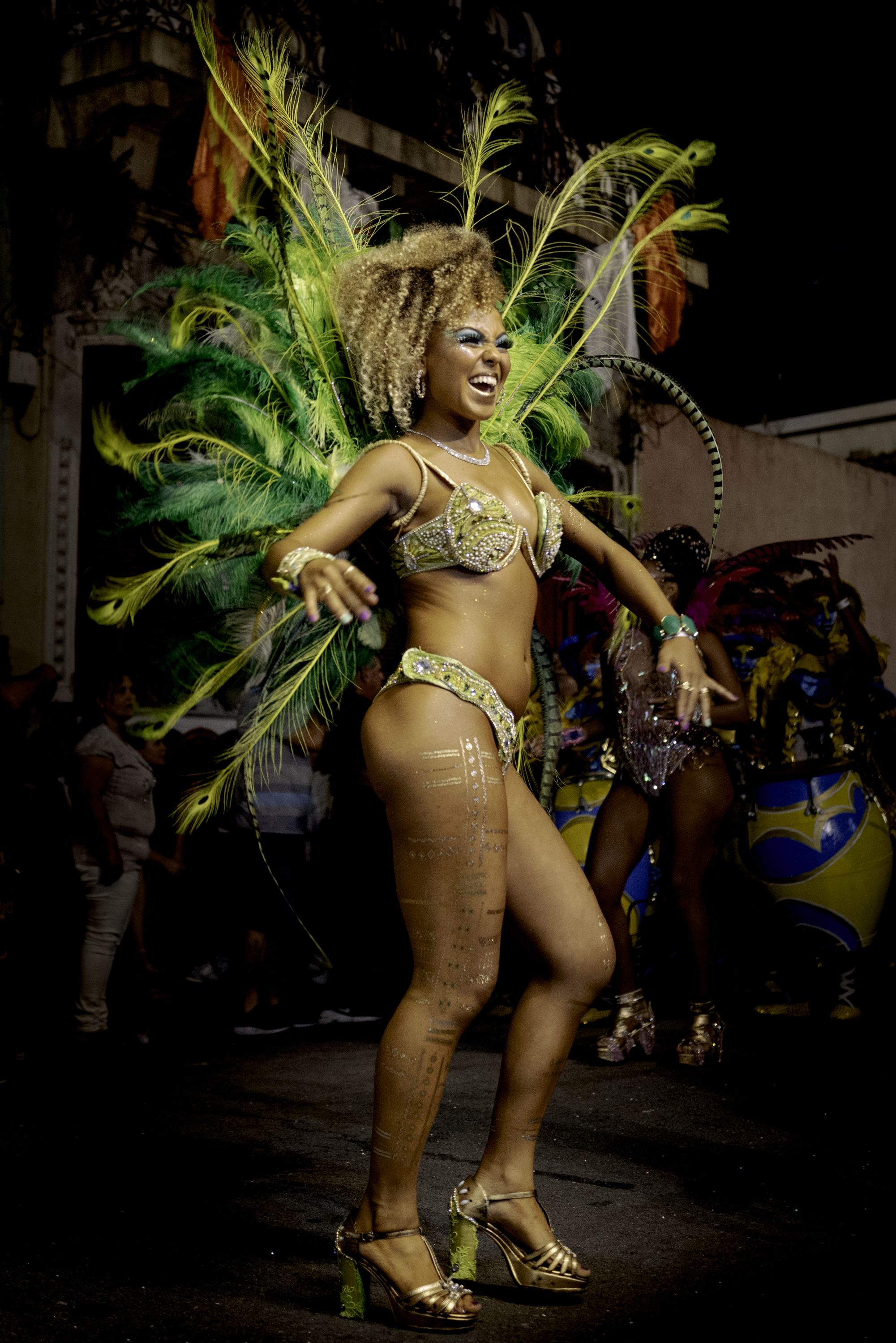
Vedettes de Uruguay en 2020.

El ámbito destacado de las vedettes del carnaval de Uruguay se encuentran Gloria Pérez Bravo la Negra Jonhson, Rosa Luna,Martha Gularte, Tina Ferreira, Yessy López, entre otras.
Entre las vedettes famosas se encuentran Claudia Fernández, Andrea Ghidone y Mónica Farro, radicadas en Argentina.

## Vedettes en la actualidad
En la actualidad, con las excepciones de Buenos Aires, Las Vegas y París, hay ya muy pocos espectáculos en los que aparezcan vedettes, salvo en programas de televisión.

## Vedettes en la ficción
- Gypsy Rose Lee en el famoso musical autobiográfico Gypsy.
- Lola-Lola en la película El ángel azul.
- Sally Bowles en la película Cabaret.
- Miss Piggy en el programa The Muppet Show.
- Satine en la película Moulin Rouge!
- Velma Kelly en la película Chicago.
- Jessica Rabbit en la película ¿Quién engañó a Roger Rabbit?
- Amelia Ledesma en la serie Amar es para siempre.

## Filmografía
- 1958, A Grande Vedete, de Watson Macedo.[203]
- 1974, Tívoli, de Alberto Isaac.
- 1980, Burlesque, de René Cardona.
- 2016, Bellas de noche, de María José Cuevas.[204]